# Helicopsyche lobata
Helicopsyche lobata är en nattsländeart som först beskrevs av Oliver S. Flint Jr. 1983.  Helicopsyche lobata ingår i släktet Helicopsyche och familjen Helicopsychidae. Inga underarter finns listade i Catalogue of Life.